# Båtsfjord
Båtsfjord är den enda tätorten i Båtsfjords kommun i Finnmark fylke i norra Norge. Orten ligger vid fylkesväg 891 vid Båtsfjorden vid Barents hav. Den utgör kommunens centralort.
Här finns Båtsfjords kyrka.